# بخش ارژن
بخش ارژن(به لری جنوبی:ٱرژن) یکی از بخش‌های لرنشین شهرستان شیراز در استان فارس ایران است.

## تقسیمات کشوری
- بخش ارژن
  - دهستان دشت ارژن
  - دهستان قره چمن
  - دهستان کوه مره سرخی

شهر: خان زنیان

## جمعیت
بنابر سرشماری مرکز آمار ایران، جمعیت بخش ارژن شهرستان شیراز در سال ۱۳۹۵ برابر با ۲۳٬۴۶۱ نفر بوده‌است.

## مردم
مردم این منطقه و لرهای جنوبی و فارسی زبان می‌باشند.

## مناظر دیدنی
```
از چشم اندازهای دیدنی منطقه می‌توان به جنگل های زیبای دشت ارژن و کوهمره سرخی، تالاب ارژن ، رودخانه قره آقاج، کاروانسرای تاریخی خان زنیان، هفت برم، قدمگاه سلمان دشت ارژن، جنگل‌های بکر کوهبیل و چشمه سارها و آبشار های زیادی که در این بخش وجود دارد، نام برد.
```